# Нитилсух
Нитилсух — село в Тляратинском районе Дагестана. Входит в состав сельского поселения сельсовет Саниортинский.

## География
Расположено в 10 км к юго-востоку от районного центра — села Тлярата.

## Население
| 1869 | 1888 | 1895 | 1926 | 1939 | 1970 | 1989 |
| ---- | ---- | ---- | ---- | ---- | ---- | ---- |
| 43   | ↘41  | ↘40  | ↘26  | ↗52  | ↗118 | →118 |
| 2002 | 2010 | 2021 |      |      |      |      |
| ↗180 | ↗256 | ↗309 |      |      |      |      |